# An Unearthly Child
An Unearthly Child (às vezes referido como 100 000 BC) é o primeiro serial da primeira temporada da série de ficção científica britânica Doctor Who. A história foi transmitida originalmente em quatro semanas, entre 23 de novembro e 14 de dezembro de 1963 na BBC TV. Foi escrito por Anthony Coburn e introduziu William Hartnell como o Primeiro Doutor e seus companheiros iniciais; Carole Ann Ford como Susan Foreman, a neta do Doutor, Jacqueline Hill como Barbara Wright e William Russell como Ian Chesterton, os professores de Susan. No primeiro episódio, Ian e Barbara descobrem o Doutor e sua TARDIS, uma nave espacial em formato de cabine telefônica, em um ferro-velho na Londres contemporânea. Os episódios restantes são ambientados em meio a uma luta pelo poder entre facções da Idade da Pedra que perderam o segredo de fazer fogo.
Inicialmente, o primeiro episódio foi gravado em setembro de 1963 em videotape preto e branco de 405 linhas. O criador do show Sydney Newman e a produtora Verity Lambert decidiram regravar o episódio, enquanto fizeram revisões sutis na caracterização do Doutor, seguido pela correção de vários erros técnicos e de atuação. A segunda filmagem foi feita em outubro de 1963.
O lançamento de Doctor Who foi ofuscado pelo assassinato de John F. Kennedy no dia anterior. A série recebeu críticas favoráveis, e os quatro episódios atraíram uma média de 6 milhões de espectadores. No entanto, ele ficou ofuscado pela história subsequente, The Daleks.

## Sinopse
Susan Foreman é um mistério para os professores Ian Chesterton e Barbara Wright, e aparentemente sabendo mais do que deveria sobre o passado... E o futuro. Sua curiosidade leva-os a segui-la até em casa uma noite, somente para descobrir que a sua 'casa' parece ser um ferro-velho abandonado. No ferro-velho, eles descobrem uma cabine telefônica da polícia e um velho estranho, que afirma ser o avô de Susan, e chama-se de o Doutor.
Logo, vendo a situação que de primeira vista parece absurdo, eles se recusam a sair do local sem respostas e acabam descobrindo que a cabine é maior por dentro, e que é uma espaçonave que também viaja pelo tempo, pensando que os professores sabem demais, Doutor os sequestra dentro de sua Tardis e os leva por uma viagem no tempo
A viagem de uma vida está prestes a começar.

## Enredo

### An Unearthly Child
Em uma noite enevoada em Londres, um policial faz suas rondas, passando pelo ferro-velho I.M. Foreman em 76 Totter's Lane. No ferro-velho está uma cabine de polícia de aparência deslocada emitindo um zumbido assustador. Mais um dia de aulas termina na Coal Hill School. A Professora de História Barbara Wright e o professor de ciências Ian Chesterton comparam notas de uma estudante enigmática, Susan Foreman. O seu conhecimento de história e de ciências supera o do resto da turma e, possivelmente, até dos professores. No entanto, ela tem falhas curiosas sobre a cultura atual, como por exemplo, ela se esquece que a Inglaterra ainda tem que adotar um sistema decimal. Barbara a incentivou a se especializar em História, mas Susan é resistente a sua sugestão sobre trabalhar isso em casa, dizendo que seu avô, com quem ela vive, não gosta de estranhos. Barbara diz a Ian que ela pegou o endereço de Susan, "N°76 de Totter Lane", na secretaria da escola. Ela foi lá e ao invés de encontrar uma casa, vê um ferro-velho. Eles acham Susan para que Barbara pudesse emprestar-lhe um livro sobre a Revolução Francesa. Ian oferece transporte a Susan, mas ela recusa. Ian e Barbara resolvem a segui-la até em casa. Depois de sair da sala, Susan lê o livro de História, e observa: "Isso não está certo!"
Chegando de carro no Nº76 de Totter Lane, Ian e Barbara veem Susan entrando no ferro-velho sozinha. Seguindo ela, mantendo certa distância, a procuram no ferro-velho em vão. Ian se choca com a cabine de polícia vibrando. Ao tocá-la, ele exclama que ela está viva. Eles ouvem alguém vindo e se escondem. Um velho se aproxima da cabine de polícia e a destranca. Os professores parecem ouvir a voz de Susan de dentro, o chamando. Eles enfrentam o velho, que bruscamente fecha a porta e se recusa a reconhecer que alguém está dentro. Quando eles ameaçam ir à polícia, o velho calmamente descarta suas reivindicações. A porta abre-se de dentro. Ouvindo a voz de Susan mais uma vez, os professores empurram passando sobre o homem. Eles se surpreendem ao encontrar-se em um espaço muito maior, com painéis eletrônicos futuristas, e um console central de controle hexagonal. Susan fica chocada ao encontrar seus professores lá. O velho, seu avô, está furioso com a intrusão.
Susan e seu avô, que se chamam simplesmente de Doctor, diz que a caixa de polícia é na verdade um disfarce para sua máquina de espaço-tempo, TARDIS. Eles são alienígenas refugiados de outro planeta. Apesar dos protestos de Susan, o Doctor prepara a TARDIS para decolagem, dizendo que ele deve sequestrar Ian e Barbara para proteger Susan e a ele próprio. A decolagem súbita deixa os dois professores inconsciente. A TARDIS chega a um ambiente Paleolítico, sobre o qual aparece a sombra de um homem.

### The Cave of Skulls
A sombra é de um homem vestido em peles de animais. Ele observa a TARDIS de forma ameaçadora.
Uma tribo de homens das cavernas estão reunidos em torno de um de seus membros, Za. Za é o filho do líder da tribo anterior, que nunca ensinou a seu filho o segredo de como fazer fogo. Como Za tenta inutilmente fazer fogo, uma anciã da tribo despreza as habilidades de Za e afirma que Kal, um estranho de outra tribo, seria um líder muito melhor. Isso frustra Za. Hur, uma jovem mulher das cavernas, tenta acalmá-lo, mas também avisa que se ele perder sua posição como o líder da tribo, ele vai perdê-la, pois seu pai tem a intenção de que ela "carregue" os filhos do líder.
De volta à TARDIS, Ian e Barbara recuperam a consciência e encontram o Doctor e Susan intrigados com as leituras exibidas no console principal da TARDIS. O Doctor diz que eles voltaram no tempo. Isso irrita Ian, que exige uma prova concreta. O Doctor abre a porta, revelando um deserto estéril. Todos os quatro vão para fora. O Doctor se questiona a respeito de porque a TARDIS manteve a forma de uma Cabine de Polícia. Ian pede desculpas a Susan e Barbara por não acreditar na história do Doctor. Susan também está surpresa que a TARDIS ainda está na forma de uma cabine de polícia. Ela diz que a TARDIS já foi uma coluna iônica e uma liteira no passado. O Doctor está em outro lugar, verificando o ambiente por radioatividade, quando um homem das cavernas que estava assistindo a TARDIS esgueira-se sobre ele e o ataca. Seus três companheiros o ouvem gritar e correm em seu socorro. Quando eles chegam lá, tudo o que encontram é a mala, o chapéu e o Contador Geiger do Doctor esmagado. Susan corre histericamente procurando por ele. Ian e Barbara vão logo em seguida, mas não antes de Ian perceber que a areia é fria.
Horg, o pai de Hur, diz a Za que Kal afirma que sabia como fazer fogo em sua antiga tribo. Za furiosamente responde que na tribo de Kal todos morreram. Kal teria morrido também, se essa tribo não o tivesse salvado.
Hur novamente avisa; Kal está trazendo carne e ganhando respeito entre a tribo. Za diz que se ele tiver que matar algumas pessoas para exercer sua autoridade, ele irá. Neste ponto, Kal, que atacou o Doctor, entra com o corpo inconsciente do homem velho. Kal diz a tribo que ele viu o Doctor fazer fogo e que ele deveria ser o líder da tribo agora, e que o Doctor tinha imensa força e que sabia lutar. Za despreza e zomba de Kal, mas Horg afirma que Kal está fazendo muito mais para a tribo que Za e que se seu prisioneiro pode criar fogo, Kal deveria ser feito líder. Za, diz que o Doctor deve ser levado para a Caverna dos Crânios e sacrificado para que Orb retornasse.
Neste ponto, o Doctor acorda. Ele diz que pode criar fogo para toda a tribo, sem necessidade de matar, mas ele logo percebe que perdeu os seus fósforos. Quando ele diz para tribo que ele terá de voltar à TARDIS antes de fazer fogo, Za zomba Kal, dizendo que sua promessa de "um homem velho que pode fazer fogo" era mentira. A tribo se volta contra Kal. Frustrado, ele puxa a faca sobre o Doctor. Kal está à beira de matá-lo quando Susan, Barbara e Ian atacam a tribo, tirando Kal de cima do Doctor. Os companions são logo dominados. Kal se aproxima Barbara. Antes de ele a matá-la, Za entra no caminho e diz que os quatro devem ser levados para a Caverna dos Crânios e sacrificados, como um presente a Orb. O Doctor e seus companheiros são levados embora. Horg tenta tirar Hur de Za, mas Za insiste que, com o sacrifício do Doctor, Orb vai voltar e fogo voltará também. A tribo irá, assim, manter Za como líder. Horg parece aceitar isso.
Os quatro viajantes são trancados na Caverna dos Crânios da tribo, com os ossos de muitos prisioneiros. O Doctor percebe que todos os crânios foram abertos.

### The Forest of Fear
Ainda na Caverna dos Crânios, Ian, Barbara, e Susan tentam escapar, mas o Doctor parece desconsolado e improdutivo. Ian grita com ele, o que leva o Doctor a sugerir que eles usem os ossos dos mortos para cortar as cordas que prendem suas mãos e pernas. O grupo começa a se unificar.
De volta à caverna principal, a tribo está dormindo. A anciã acorda. Ela rouba faca de Za e segue rumo para a Caverna dos Crânios. Sem ela perceber, Hur a viu. Quando ela chega na Caverna dos Crânios, ela dá de cara com uma grande pedra que bloqueia a porta. No entanto, ela parece saber uma rota alternativa.
Dentro da Caverna, o Doctor e os outros estão tentando libertar Ian para que ele possa defendê-los, se necessário. Susan grita quando vê a velha que está tentando limpar a vegetação de uma entrada da caverna.
Hur acorda Za e o chama para fora da caverna para informá-lo de que a anciã pegou a faca e se saiu para fora da caverna. Eles decidem que ela foi para a Caverna dos Crânios. Hur acredita que a anciã tem medo de fogo, de modo que ela vai matar os quatro para evitar que a tribo de aprenda o segredo.
No entanto, a anciã está usando a faca para libertar os quatro, enquanto do lado de fora Za e Hur tentam mover a pedra. Assim que a pedra se move, os quatro escapam pelo fundo da caverna. Za, frustrado, lança a anciã no chão. Hur convence Za de que a única maneira para manter a liderança da tribo é capturando o Doctor e aproveitar o fogo. Za e Hur mergulham na floresta em busca do Doctor.
O quarteto se perde na floresta, tentando encontrar o caminho de volta para a TARDIS. Mais uma vez, Ian e o Doctor discutem enquanto Ian assume a liderança. Enquanto eles discutem, Barbara tropeça e cai. Ela cai em cima de um javali morto e grita. Isto alerta Za e Hur. O movimento na vegetação rasteira impulsiona o Doctor e seus companheiros a se esconder.
Quando Za e Hur os alcança, Za é atacado por um animal selvagem e se fere gravemente. Contra a vontade do Doctor, Barbara e Ian tentam ajudá-lo. O Doctor tenta impedir Susan, insinuando que ele deixaria Ian e Barbara para trás. Ian e Barbara ajudam Za, para perplexidade de Hur. Ela não entende a ideia de amizade. Hur é abertamente hostil com Susan, pensando que a mesma está tentando roubar Za dela. O Doctor pega uma pequena pedra pretendendo que Za desenhe o caminho de volta para a TARDIS, mas Ian ainda hostil ao Doctor, pede para ele parar, inferindo que o Doctor tenha uma ação sinistra com este ato. O Doctor lembra a seus companheiros que a anciã da tribo ainda está com os homens das cavernas. Ele teme que ela pode acordá-los e os fazerem partir em busca dos viajantes. Isso leva Ian a construir uma maca improvisada para transportar Za de volta à TARDIS para curá-lo lá.
De volta ao assentamento, Kal vai até a caverna para encontrá-la vazia. Ele questiona a anciã, que diz que deixou o Doctor e seus companheiros livres. Kal a mata. Ele volta para a tribo para informá-los de que Za que libertou o Doctor para que tivesse o fogo a si mesmo. A tribo fica cética e Kal diz que a anciã irá apoiá-lo. Quando Kal retorna à caverna para "descobrir" a anciã morta, ele diz que deve ter sido Za que a matou. Kal declara-se líder e leva sua nova tribo para encontrar Za.
O Doctor e seus companheiros felizmente encontram a TARDIS. No entanto, sua tentativa de fuga é frustrada quando encontram os homens da tribo à espreita deles.

### The Firemaker
Os quatro viajantes voltam até o acampamento. No começo, a tribo é hostil a Za e seus amigos, especialmente quando eles o acusam de matar a líder tribal, mas o Doctor convence a tribo de que Kal matou a anciã enganando Kal a mostrar a tribo sua faca ensanguentada. O Doctor e Ian lideram a tribo em um ataque que expulsa Kal para a floresta. Za é novamente declarado como líder, mas em vez de expressar a sua gratidão e libertar os viajantes como o Doctor esperava, ele ordena que eles voltem para a Caverna dos Crânios, aonde ou eles aprendem o segredo do fogo ou são sacrificados para Orb.
Na Caverna dos Crânios, Ian faz fogo para Za usando fricção para gerar uma faísca. Ele espera que este presente convença a tribo a libertá-los. Za vai falar com eles e é fascinado pelo fogo. Ian diz que, na sua "tribo" todos os membros sabem como fazer fogo. Za pergunta a Ian se ele é o líder de sua tribo. Ele responde (com um aceno para Susan) que o Doctor é o líder.
Enquanto isso, Kal foge de volta para o acampamento. Ele mata o guarda do lado de fora da caverna e ataca Za. Kal vê o fogo e imediatamente parte para cima Za com seu machado. Za pega um galho grosso e defende-se, quebrando machado de Kal. Finalmente, Za ganha a vantagem, engasga Kal com uma chave de braço, e o derruba no chão da caverna. Za pega uma pedra grande. Barbara vira a cabeça, sabendo que o que Za pretende fazer, é muito horrível para se ver. Za quebra a cabeça de Kal esmagando seu crânio com a pedra. Ele mata Kal e confirma a sua liderança. O Doctor fica visivelmente perturbado com esta ação bárbara. Com fogo à sua disposição, ele está agora indiscutível. No entanto, ele ainda deixa o Doctor e seus companheiros presos na caverna.
Depois de voltar da caça, Za decreta que os viajantes vão juntar-se com sua tribo ao invés de partirem e dá ordens para a que fiquem na caverna indefinidamente. Os quatro tentam pensar em um meio de fuga. Distraidamente, Susan coloca um crânio na chama. Isto leva Ian a elaborar um plano para assustar e distrair a tribo o suficiente para deixá-los fugir. Quatro crânios são colocados na ponta de tochas. Esta visão macabra distrai os homens das cavernas, permitindo que os viajantes fujam para a floresta. Desta vez, os quatro viajantes voltam para dentro da TARDIS. O Doctor decola logo antes dos homens da tribo alcançá-los. A TARDIS desmaterializa-se assim que os homens da tribo jogam lanças, deixando-os com um olhar com espanto. Za, no entanto, tem um olhar de derrota.
O Doctor explica que ele não tem ideia de onde ou quando eles vão acabar na próxima vez porque a TARDIS não está exibindo todos os dados para ajudá-lo a dirigir a nave. Com o tempo, o scaner mostra seu novo destino, uma selva misteriosa com árvores de aparência estranha. Antes de sair para explorar o planeta, o Doctor pede a Susan para verificar os níveis de radiação. Ela está no nível normal. Quando os quatro saem da sala do console para limpar-se, a agulha do detector de radiação passa a marcar "Perigo"...

## Produção
| Detalhes dos episódios |                        |         |                           |          |
| Episódio               | Transmissão            | Duração | Espectadores (em milhões) | Arquivo  |
| "An Unearthly Child"   | 23 de novembro de 1963 | 23:24   | 4,4                       | 16mm t/r |
| "The Cave of Skulls"   | 30 de novembro de 1963 | 24:26   | 5,9                       | 16mm t/r |
| "The Forest of Fear"   | 7 de dezembro de 1963  | 23:38   | 6,9                       | 16mm t/r |
| "The Firemaker"        | 14 de dezembro de 1963 | 24:22   | 6,4                       | 16mm t/r |
| [ 1 ] [ 2 ] [ 3 ]      |                        |         |                           |          |

A história que se tornou An Unearthly Child foi originalmente comissionada pelo escritor Anthony Coburn em junho de 1963, quando foi destinado a ser o segundo arco de Doctor Who. Nessa fase, foi planejado que a série começasse com o arco The Giants, escrito por C. E. Webber. Webber esteve fortemente envolvido nas reuniões que levaram à criação de Doctor Who, e — com o Chefe de Drama da BBC Sydney Newman e com o Chefe de Histórias Donald Wilson — co-escreveram o primeiro piloto da série.
Em meados de junho, no entanto, Wilson e "zelador de produção" inicial de Doctor Who Rex Tucker decidiram rejeitar The Giants. Isto aconteceu em parte porque o arco não tinha o impacto necessário para começar a série, e em parte porque sentiu-se que os requisitos técnicos do enredo - que envolveu os principais personagens sendo reduzidos drasticamente em tamanho - estaria além das capacidades da série naquele momento, tendo em conta as instalações disponíveis. Devido à falta de roteiros prontos para a produção, decidiu-se mover a história de Coburn para a primeira posição na ordem de produção.
Até o final de junho, a responsabilidade pela realização de Doctor Who foi entregue a produtora Verity Lambert e ao editor de roteiro David Whitaker, nenhum dos quais estavam muito impressionados com a história de Coburn. O escritor foi convidado a realizar importantes modificações. Vários detalhes saíram dos scripts completamente, com o escritor Terence Dudley sendo brevemente sondado para o fornecimento de um substituto, mas a falta de tempo necessitou que o roteiro de Coburn fosse adiante.
O movimento na agenda da história de Coburn exigiu que ele reescrevesse o episódio de abertura para incluir alguns elementos introdutórios do roteiro de Webber para o primeiro episódio de The Giants; como resultado, Webber recebeu crédito de co-escritor no episódio "An Unearthly Child" na documentação interna da BBC. Coburn fez, no entanto, várias contribuições originais significativas, mais notavelmente que máquina do tempo do Doutor deveria externamente se assemelhar a uma cabine policial, que posteriormente passou a se tornar um dos principais ícones do show. Coburn teve a ideia para o projeto quando ele se deparou com uma cabine policial real, enquanto em uma caminhada perto do seu escritório. Preocupados em evitar qualquer possibilidade de impropriedade sexual implícita em ter uma menina viajando com um homem mais velho, Coburn também insistiu que o personagem de Susan Foreman deveria ser redesenhado como neta do Doutor, ao invés de simplesmente ser sua companheira de viagem.
A série como um todo era originalmente para ter sido dirigida por Rex Tucker, mas quando ele saiu da série, essa missão foi dada ao jovem diretor Waris Hussein, que tinha sido anexado a Doctor Who desde a fase inicial. Algumas das inserções pré-filmadas para a série, ocorreram no Ealing Studios em setembro e início de outubro, foram dirigidos pelo assistente de produção de Hussein, Douglas Camfield. A música incidental foi fornecida por Norman Kay. O designer cênico da série foi atribuído a Peter Brachacki, que criou o interior original da TARDIS, mas ele acabou fazendo apenas o primeiro episódio, antes de ser substituído por Barry Newbery, já que ele estava infeliz trabalhando no programa.
O início da série, diz o estudioso cultural John Paul Green, "explicitamente posicionou o Doutor como avô para sua companheira Susan". Ao contrário da maioria dos episódios de Doctor Who, o Doutor é acompanhado na TARDIS, não só por Susan, mas também pelos seus professores, Ian e Barbara (William Russell e Jacqueline Hill). Scholar John R. Cook reflete que a presença dos professores presença serviam para a missão educacional original de Doctor Who. A New Scientist refletiu, em 1982, que a história inicial aconteceu na Idade da Pedra, porque a intenção original do show foi "para trazer à tona a história da Terra".
A primeira versão do episódio de abertura foi gravada no Lime Grove Studios, na noite de 27 de setembro de 1963, após uma semana de ensaios. A segunda tentativa foi gravada em 18 de outubro, com os três episódios seguintes sendo gravados semanalmente a partir desse momento, em 25 de outubro, 1 de novembro e 8 de novembro. Tal como acontecia com muitas televisões britânicas da época, os episódios foram creditados em vídeo como "ao vivo", com poucos espaços e poucas pausas na gravação. Com um estúdio pequeno, houve muitos erros que são evidentes na história, o que não impediu que os episódios fossem concluídos muito rapidamente.

### Episódio piloto
| Detalhes dos episódios      |                      |         |                           |          |
| Episódio                    | Transmissão          | Duração | Espectadores (em milhões) | Arquivo  |
| "Piloto original, versão 1" | 26 de agosto de 1991 | 25:23   | 1,7                       | 16mm t/r |
| "Piloto original, versão 2" | não exibido          | 25:23   | N/A                       | 16mm t/r |
| [ 1 ] [ 2 ] [ 3 ]           |                      |         |                           |          |

O primeiro episódio, "An Unearthly Child", foi originalmente gravado um mês antes da gravação completa da série começar. No entanto, a gravação inicial foi atormentada com problemas técnicos e erros cometidos durante a performance. Ocorreu um problema particular com as portas que levavam para a sala do console da TARDIS, que não fechava corretamente, que ficava abrindo e fechando através da primeira parte da cena de forma aleatória. Foram registadas duas versões da cena na TARDIS, juntamente com uma primeira tentativa abortada para iniciar a segunda versão.
Esse episódio original não foi transmitido até 26 de agosto de 1991, quando a BBC levou ao ar uma versão que editou em conjunto a primeira metade da gravação com a primeira metade da história. A versão escolhida foi aquela em que as portas TARDIS não fechavam; outros erros incluíam a atriz Carole Ann Ford errando uma linha de diálogo, Jacqueline Hill se apoiando em uma porta, uma câmera batendo em um pedaço do cenário e William Russell batendo acidentalmente sobre um manequim no ferro-velho. Mais cedo, em junho de 1991, uma versão com a primeira metade editada em conjunto com a outra tomada da segunda metade do piloto foi lançado na compilação de VHS The Hartnell Years; Mais tarde, em 2000, a versão integral foi lançada em uma forma remasterizada em VHS, juntamente com The Edge of Destruction. Em 2006, o DVD Doctor Who: The Beginning continha as duas versões do episódio: uma gravação não editada, incluindo todos episódios da segunda parte o show, e uma versão recém-criada do piloto que utiliza as melhores imagens da gravação original, com edição adicional e ajustes digitais para remover sopros, problemas técnicos, e reduzir o ruído no estúdio. Tal como os outros episódios deste arco, as duas versões do "piloto" foram remasterizadas para lançamento em DVD, usando a tecnologia VidFIRE que simula a aparência original do vídeo em 1963.

### Títulos alternativos
Como era habitual no início da história da série, nenhum título geral foi mostrado, e cada episódio tinha seu próprio título. 100 000 BC é o título que foi usado pela equipe de produção no momento da transmissão. No entanto, devido à ausência de um título na tela para a história de quatro episódios, obras de referência têm utilizado vários títulos, alguns com origem nos escritórios da BBC e outros aparentemente inventado pelos fãs.
Títulos utilizados para a história incluem, em ordem cronológica aproximada:
- The Tribe of Gum: Um título que foi utilizado até o início da gravação. Ele sobreviveu em alguns documentos, tais como os pagamentos para as vendas no exterior, e começaram a aparecer novamente em obras de referência no final dos anos 1970 e 1980, incluindo quando a transcrição da história foi publicada pela Titan Books.

- 100 000 BC: O primeiro uso conhecido é uma liberação de publicidade que data de quando a história estava sendo gravada, e este título é usado em listas subsequentes e lançamentos de publicidade.

- The Palaeolithic Age: Usado pela produtora Verity Lambert em uma carta a um espectador no final de 1964.

- The Stone Age: Usado na listagem biografia em uma liberação de publicidade para uma história no final de 1965.

- An Unearthly Child (ou suas variantes): O título do primeiro episódio, usado pela Radio Times no aniversário de 10 anos da série em 1973 e, posteriormente, pela edição de 1976 de The Making of Doctor Who, com muito uso comercial posterior, incluindo a romantização e em lançamentos em VHS e DVD da história.

## Temas e análises
Scholar Mark Bouldd discute como a história estabelece posições sociopolíticas de Doctor Who. Ele escreve: "A história representa a separação/reunião, captura/fuga, perseguição/evasão que vai dominar os próximos vinte e seis anos, bem como a defesa consistente do programa do liberalismo político e social da BBC." Ele cita a tentativa de Ian e Barbara de ensinar a uma mulher das cavernas o que é bondade, amizade e democracia, escrevendo "um tirano não é tão forte como a tribo inteira agindo coletivamente".
Lawrence Miles e Tat Wood argumentam que o foco dos homens das cavernas no fogo se destina a substituir toda a tecnologia, vinculando assim os três últimos episódios com as questões da mudança geracional levantada pelo primeiro episódio e seu foco na suspeita de crianças, e amarrando que a uma discussão sobre o progresso tecnológico, incluindo a bomba nuclear. Eles também argumentam que, ao contrário da tendência de tratar a história como uma introdução de um episódio da série, seguido por "três episódios de correr e escapar" que a história deve ser considerada como um todo único, dramático que é "sobre como fazer quatro pessoas que mal se conhecem uns aos outros aprendem a confiar uns nos outros".

## Transmissão e recepção
O primeiro episódio foi transmitido às 17h16min20 no sábado, 23 de novembro de 1963. O assassinato de John F. Kennedy no dia anterior ofuscou o lançamento de uma nova série de televisão. Foi escrito que a transmissão foi adiada por dez minutos devido à cobertura do ocorrido; na verdade, ele foi exibido com apenas 80 segundo de atraso. O primeiro episódio foi reprisado uma semana depois, em 30 de novembro, procedendo o segundo episódio, "The Cave of Skulls".
O primeiro episódio foi assistido por 4,4 milhões de telespectadores (9,1% de audiência), e recebeu uma pontuação "maior do que a média" de 63 no Índice de Reação. Em seus quatro episódios, An Unearthly Child foi assistido por uma média de 6 milhões de pessoas (12,3% de telespectadores potenciais). Mark Bould, no entanto, sugere que a reação decepcionante do público e os altos custos de produção fizeram com que o chefe dos programas da BBC quisesse cancelar a série, até que os Daleks, introduzidos no segundo arco em dezembro de 1963, foram imediatamente populares com os espectadores.
Mary Crozier do The Guardian não se impressionou com a história após os dois primeiros episódios. Sobre eles, ela escreveu que: "saíram do papel previsivelmente, mas havia pouca emoção". Ela escreveu que a segunda parte foi "uma sequela deprimente" e "perucas e peles peludas e clubes e diálogo trabalhosos foram todos ridículos". O episódio recebeu uma avaliação favorável no Daily Mail, que alegou que "deve ter encantado os corações dos Telegoons que acompanharam".
Revisões posteriores são principalmente positivas em relação a An Unearthly Child. Referindo-se ao arco ao discutir os primeiros anos de Doctor Who, Malcolm Peltu do New Scientist elogiou o roteiro, atuação e direção, embora ele foi menos elogioso sobre a paisagem, que, segundo ele, se parece com papelão. Patrick Mulkern da Radio Times elogiou a escolha de Hartnell, a direção "temperamental" e a corrida "emocionante" de volta para a TARDIS. Em 2010, Christopher Bahn do The A.V. Club rotulou An Unearthly Child como uma história essencial para assistir sobre a origem do programa. Em sua análise, ele observou que o primeiro episódio é "brilhantemente feito, os próximos três juntos poderiam ser de cerca de meia hora mais curto, mas fizeram um bom trabalho". Ele elogiou os personagens de Ian, Barbara, e o misterioso Doutor, mas notou que ele estava longe de ser o personagem que ele se tornaria e Susan era "uma espécie de cifra" com a esperança de que ela iria se desenvolver mais tarde. John Sinnott do DVD Talk chamou o primeiro episódio de "excelente", mas sentiu que "história vai caindo um pouco" com a introdução do período de tempo pré-histórico. Ele citou o ritmo mais lento, as discussões e a falta de tensão ou grandes momentos. O cliffhanger do episódio de abertura foi elogiado pelo Daily Worker, e, em 2010, Charlie Jane Anders do io9 o listou entre os maiores cliffhangers da série.
Até à data, a história foi repetida duas vezes na BBC, uma na BBC Two, em novembro de 1981 e, como parte parte do 50º aniversário da série, em 21 de novembro de 2013. A BBC Four levou ao ar quatro episódios de uma versão recém-restaurada, simultaneamente, como fez o Horror Channel como parte da temporada Who On Horror na Sexta-feira Santa em 18 abril de 2014.

## Home video
A história foi originalmente lançada em VHS em 1990, e o piloto não transmitido (editado com o segundo take da cena da TARDIS) foi lançado como parte do The Hartnell Years em 1991. A história de An Unearthly Child foi relançada e remasterizado em 2000, com esta edição a ser lançada apenas no Reino Unido e Austrália. Ela foi remasterizada novamente e posteriormente lançado em DVD em janeiro de 2006 com The Daleks e The Edge of Destruction na caixa de DVD The Beginning, que inclui todas as filmagens do piloto (bem como uma "edição especial" editada e aumentada do episódio piloto). Ele também foi lançado nos Estados Unidos e Canadá 27 de maio de 2014 como parte da caixa de 3 blue-rays de An Adventure in Space and Time. O conjunto inclui um blu-ray e DVD e An Unearthly Child em DVD.

### Análises
- Análises de An Unearthly Child no Outpost Gallifrey
- Análises de An Unearthly Child no The Doctor Who Ratings Guide
- Análises do piloto original de An Unearthly Child no The Doctor Who Ratings Guide

### Romantização da Target
- On Target — Doctor Who and An Unearthly Child